# Хорей
Хоре́й (др.-греч. χορεῖος «плясовой» от χορεῖος πούς «хоровая стопа; размер»), арх. трохе́й — двухсложный стихотворный размер (метр), стопа которого содержит долгий и следующий за ним краткий (в квантитативном стихосложении) или ударный и следующий за ним безударный (в силлабо-тоническом, в том числе классическом русском, стихосложении) слоги. 
Наиболее употребительные размеры русского силлабо-тонического хорея — четырёх- и шестистопный, с середины XIX века — пятистопный.

## Мнемоническаяфраза
Мчатся тучи, вьются тучи,

На хорей они летят.

## Примеры
Бу́ря мгло́ю не́бо кро́ет,

Ви́хри сне́жные крутя́;

То, как зве́рь, она́ заво́ет,

То запла́чет, как дитя́…— Александр Пушкин, «Зимний вечер» (четырёхстопный)
Выхожу́ оди́н я на доро́гу;

Сквозь тума́н кремни́стый пу́ть блести́т;

Ночь тиха́. Пусты́ня вне́млет Бо́гу,

И звезда́ с звездо́ю говори́т.— Михаил Лермонтов, «Выхожу один я на дорогу…» (пятистопный)
В небе тают облака,

И, лучистая на зное,

В искрах катится река,

Словно зеркало стальное.— Фёдор Тютчев, «В небе тают облака…»
Ночевала тучка золотая

На груди утёса-великана;

Утром в путь она умчалась рано,

По лазури весело играя…— Михаил Лермонтов, «Утёс»(с пропусками ударений, пиррихием)